# سينامن
سينامُن (بالإنجليزية: Cinnamon) أو سينامون هي بيئة سطح مكتب تعتمد على الواجهة الرسومية جتك+. كانت البداية نسخة معدلة من جنوم شيل ولكنها أصبحت فيما بعد واجهة مستقلة تم تطويرها لتوزيعة لينُكس منت.

## التاريخ
التغييرات الجذرية التي طرأت على الإصدار الثالث من جنوم لم تعجب مطوري لينُكس منت حيث أنها لا تتلائم مع مفاهيمهم في التصميم وتجربة المستخدم. ولم يكن لديهم بديل ولذا قاموا بإجراء تعديلات على جنوم للتلائم مع تصميم التوزيعة.
وتطور الأمر فيما بعد إلى أن أصبحت سينامُن بيئةً مستقلة.

## المميزات

جدول زمني لواجهات لينُكس.

توفر بيئو سينامُن مميزات عديد ومنها:
- مؤثرات مرئية.[بحاجة لتوضيح]
- أشرطة قابلة للتحريك مع قائمة رئيسية، اختصارات وقائمة النوافذ.
- إضافات متنوعة.
- مركزُ تحكمٍ خاص

### معرض الصور

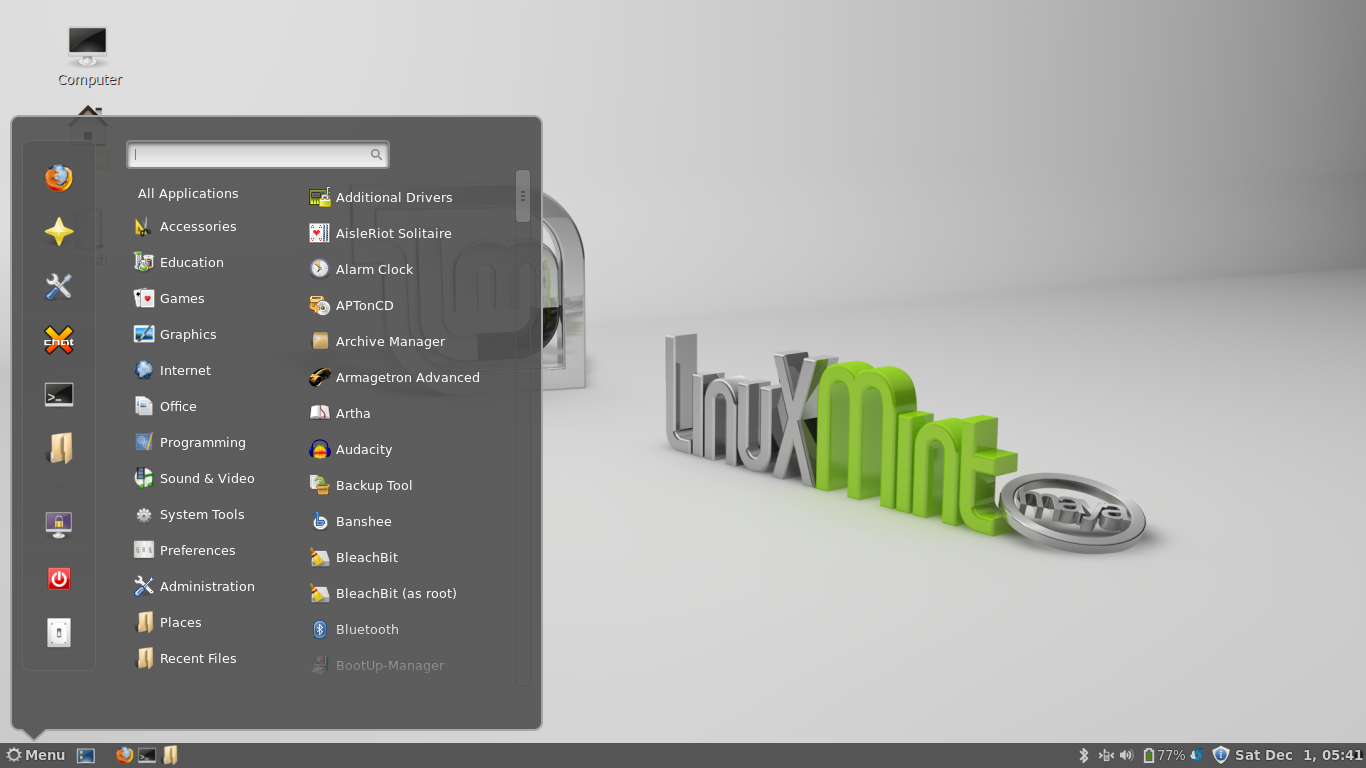
قائمة سينامن 1.6.7 على لينُكس منت 13
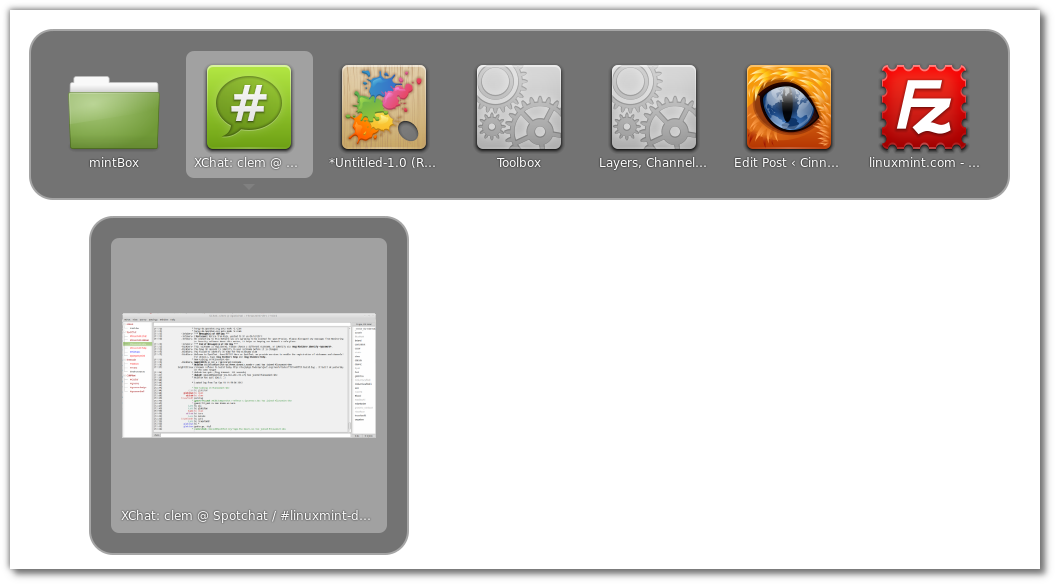
نافذة التبديل مابين التطبيقات.
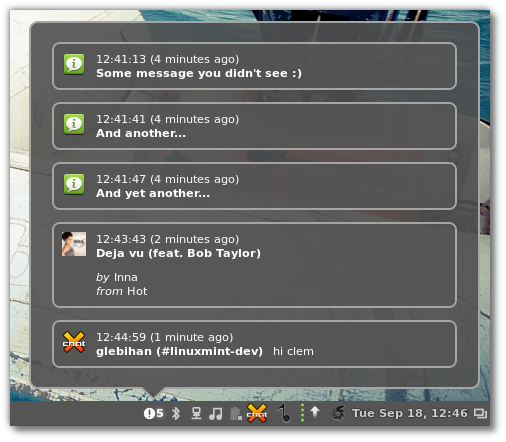
منطقة التنبيهات.
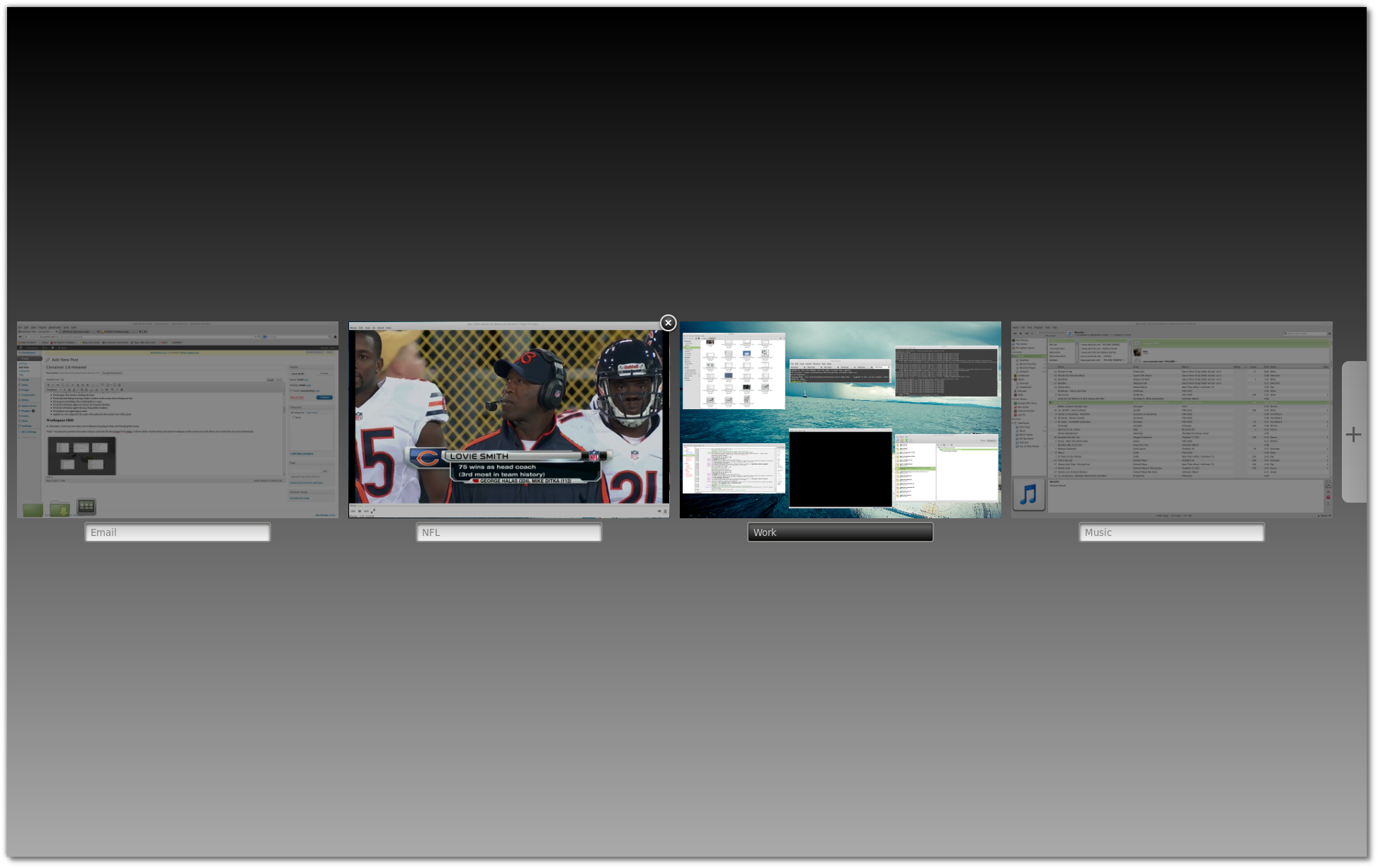
مساحات العمل.
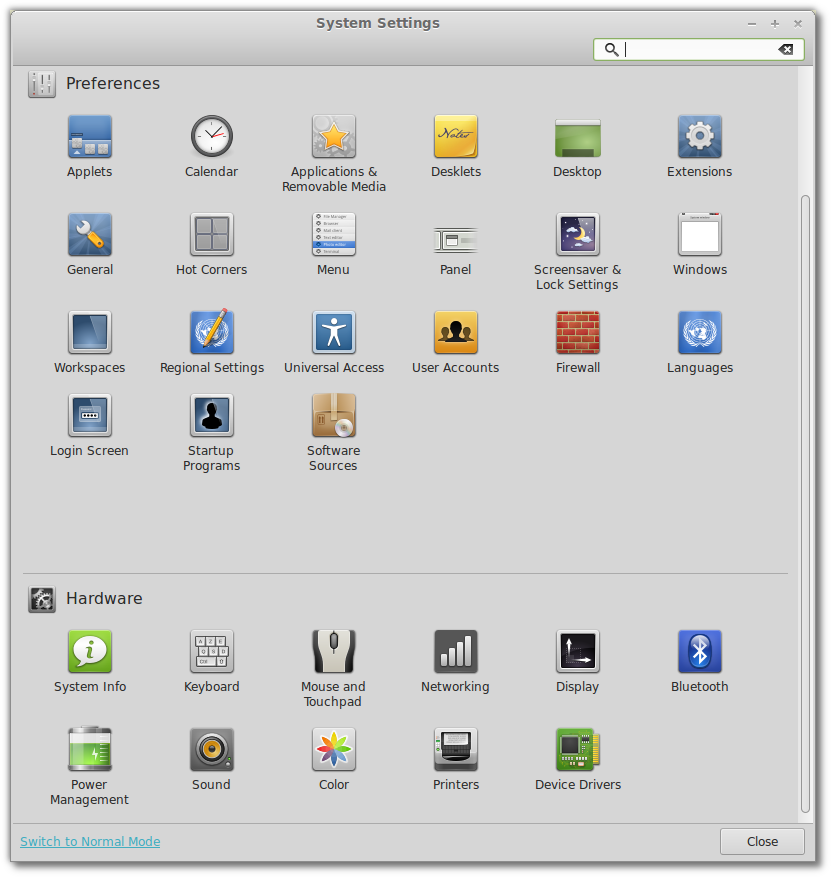
مركز التحكم

## التبني
سينامُن متوفرة في مستودعات لينُكس منت 12، ومضمنة في لينُكس منت 13، 14، 15 و16 كخيار بجانب بيئة ميت. وبعيداً عن لينُكس منت، سينامُن متاحة على توزيعة أخرى مثل أوبنتو، فيدورا، أوبن سوزا، ارش لينكس، جينتو وغيرهم.

## اقرأ أيضاً
- جنوم شل
- لينٌكس منت
- يونيتي
- كدي

## وصلات خارجية
- الموقع الرسمي
- سينامن على موقع Open Hub (الإنجليزية)
- سينامن على موقع Free Software Directory (الإنجليزية)